# Tolnai Máté
Tolnai Máté, (Szekszárd, 1460. körül – Pannonhalma, 1535.) pannonhalmi főapát.

## Élete
A pécsi egyházmegye klerikusaként tanulmányait feltehetően Itáliában végezte, hazatérve a királyi kancellária szolgálatába állt, ahol utóbb jegyző lett. A velencei domonkosok 1493-ban confraterré választották, majd II. Ulászló érdemei elismeréseként a pannonhalmi apátságot adományozta neki, amit a bencés konvent utólag kánoni választással is megerősített. VI. Sándor pápa a választás eredményét azzal a kikötéssel hagyta jóvá, ha Tolnai belép a bencés rendbe. 
1501-ben a Budán tartózkodó pápai követtel megerősítette monostora kiváltságait, egyúttal arra is jogot szerzett, hogy más bencés apátságokat is vizitáljon. Az uralkodó és a pápa támogatásával reformálta meg a magyar bencések kolostorait és igyekezett helyreállítani a szerzetesi fegyelmet. 
1510-ben a magyar király is elismerte az összes magyar bencés monostor főapátjának, amit 1514-ben X. Leó pápa is megerősített. Ezt az időpontot tekintjük a magyar kongregáció megalakulásnak, Tolnai Mátét pedig az első pannonhalmi főapátnak. II. Lajos már 1521-ben felmentett az idős főapátot a török elleni személyes hadba vonulástól, így a mohácsi csatában sem vett részt. 
A katonai események miatt katonaság került Pannonhalma megerősített kolostorába is, de a szerzetesek és a főapát nem hagyták el székhelyüket. A beteges Tolnai Máté 1535-ben még uralkodói engedéllyel megválaszthatta utódját, és még ebben az évben elhunyt.